# Podróż apostolska Franciszka do Turcji
Podróż apostolska papieża Franciszka do Turcji odbyła się w dniach od 28 do 30 listopada 2014 roku. Obejmowała ona dwa miasta: Ankarę i Stambuł.
12 września 2014 podróż została potwierdzona przez służby prasowe Stolicy Apostolskiej. Władze Turcji długo nie potwierdzały oficjalnie zaproszenia dla papieża. Sama społeczność katolików tureckich nie ma osobowości prawnej. W toku wizyty nie odbyła się ani jedna msza w miejscu publicznym (katolicy mogli brać udział tylko we mszy w stambulskiej katedrze św. Ducha, którą mieści ok. 500 osób).
W przemówieniu, podczas spotkania z prezydentem Turcji Recepem Tayyipem Erdoğanem, papież mówił o potrzebie równego traktowania wszystkich mieszkańców Turcji, także chrześcijan. Franciszek zaapelował ponadto o wspólny wysiłek przeciwdziałaniu terroryzmowi, ale nie tylko na drodze militarnej. Papież nawiązał w ten sposób do Państwa Islamskiego, które prowadzi terror na terenie Iraku i Syrii, krajów sąsiadujących z Turcją.
W trakcie wizyty papież Franciszek podarował w Stambule patriarsze Bartłomiejowi I kopię IX-wiecznej mozaiki Jezusa, której oryginał znajduje się w bazylice św. Piotra na Watykanie.
Ostatniego dnia papież spotkał się z młodzieżą ze stambulskiego ośrodka salezjańskiego, wśród której byli także uchodźcy z Syrii i Iraku. W drodze powrotnej na lotnisko Franciszek odwiedził w szpitalu Mesroba II Mutafiana, ormiańskiego patriarchę Konstantynopola.

## Program i przebieg wizyty
28 listopada
- 13.00 – przylot na lotnisko w Ankarze.
- ceremonia powitania na lotnisku Esemboga w Ankarze
- wizyta papieża w Mauzoleum Atatürka, później przyjazd do pałacu prezydenckiego na uroczystość powitania
- spotkanie z prezydentem Turcji Recepem Tayyipem Erdoğanem i z władzami
- audiencja premiera Ahmeta Davutoğlu i przewodniczącego Komitetu ds. Religijnych.

29 listopada
- 9.30  – odlot papieża do Stambułu.
- 11.30 –  wizyta w muzeum Hagia Sophia oraz w Meczecie Sułtana Ahmeda (tzw. Błękitny Meczet)[2]
- 16.00 – msza w katolickiej katedrze pod wezwaniem Ducha Świętego (w homilii papież mówił o znaczeniu Ducha Świętego dla jedności chrześcijan[7])
- 18.00 – wspólna modlitwa ekumeniczna w patriarchalnej katedrze św. Jerzego i spotkanie z patriarchą Konstantynopola – Bartłomiejem I[8], który wygłosił przemówienie[9]

30 listopada
- prywatna msza w siedzibie delegatury apostolskiej
- 9.30  – udział w Boskiej Liturgii sprawowanej w stambulskiej katedrze św. Jerzego (przemówienie papieża)
- 16.45 – pożegnanie na lotnisku Atatürka w Stambule.
- 17.00 – odlot do Rzymu
- 18:40 – przylot do Rzymu